# Кіш (Азербайджан)
Кіш (азерб. Kiş) — село в Азербайджані, розташоване на лівому березі річки Кури біля підніжжя Малого Кавказького Хребта, приблизно в 5 км на північ від міста Шекі в однойменному районі. Населення становить 6,244 осіб.

## Походження та перші згадки
Назва Кіш є одним із найдавніших топомінів і доволі часто також зустрічається в Афганістані та Іраці. Перською мовою «Кіш» означає «місце поклоніння».
Вірменський історик Мовсес Каганкатваці в своїй праці «Історія країни Агванк», згадує, що в 1-му столітті нашої ери Святий Єліше, учень апостола Тадея Едеського, прибув на місце, зване Гіс, де він побудував першу в Кавказькій Албанії та на Кавказі церкву, у якій сам читав літургію. Церква стала «духовним центром і місцем освіти людей Сходу». По дорозі з Гісу святий Єліше був убитий біля язичницького жертовника в невеликій долині Зергуні невідомими людьми. В записах Бакінської єпархії Вірменської Православної Церкви, описаний Мовсесом Каганкатцвалі Гіс, ототожнюється з сучасним Кішем.

## Історія
За історіографією Грузії в 10-му столітті, удінське населення Кіш перейшло до Грузинської Православної Церкви. В XII столітті місцеву церкву реконструювали і село перетворилося на резиденцію грузинського єпископа, яка функціонувала до 17-го століття. В 1720-х роках населення Кіша перейняло іслам. Однак, коли згодом ці землі відійшли Росії, деякі жителі повернулися до християнської віри. Тим не менше, більшість з них залишилася вірною ісламським цінностям. У 1836 році, Албанська церква разом з усіма активними церквами в цьому регіоні, була включена до Вірменської Апостольської Церкви. В 1860 році до них приєдналася також церква Кіш, яка стала місцем паломництва шанувальників Святого Єліше.
Згідно історичних джерел у XIV—XVI стт. в селі Кіш був розташований комплекс з чотирьох веж, який мав оборонний характер. Ці вежі виявилися настільки міцними, що ні Тамерлану ні Надір-Шаху так і не вдалося їх захопити. Вважається, що від веж до ханського замку йшов підземний тунель. Замок мав рідкісну архітектурну структуру. Побудований на вершині скелі, він до цих пір зберіг свої стіни.
Тут також знаходиться найстаріша церква Південного Кавказу. Вона була заснована в 1 столітті н. е. учнем Апостола Тадея на колишньому поганському капищі. Під час розкопок в церкві було знайдено декілька могил людей надзвичайно високого зросту. Цей факт ліг в основу теорії відомого норвезького мандрівника Тура Хейердала, згідно якої Батьківщиною етнічних норвежців є Кавказ. За цю неординарну ідею жителі села поставили Хейердалу пам'ятник. З 2003 року церква функціонує як музей.

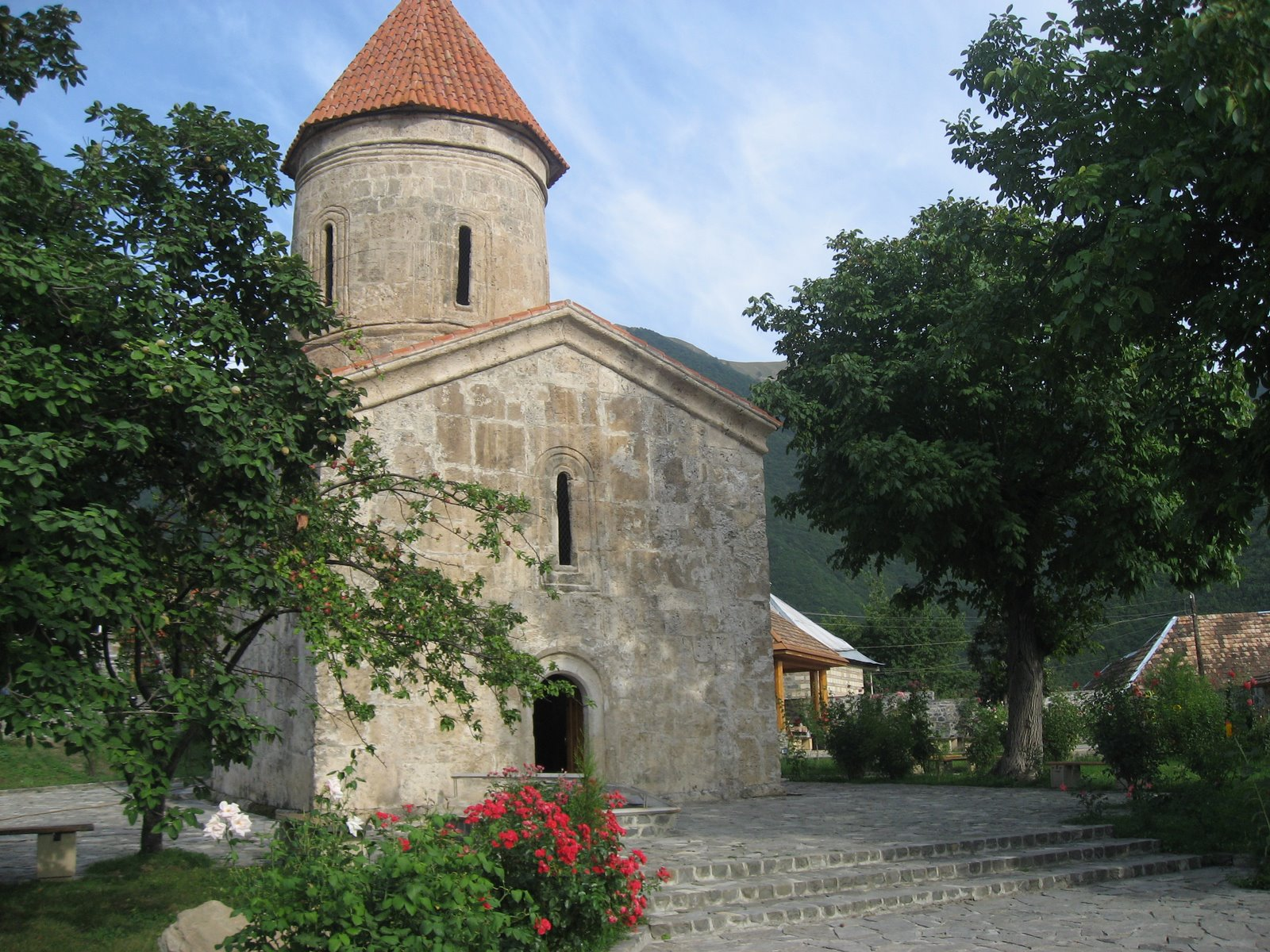
Церква в селі Кіш
Район Шекі
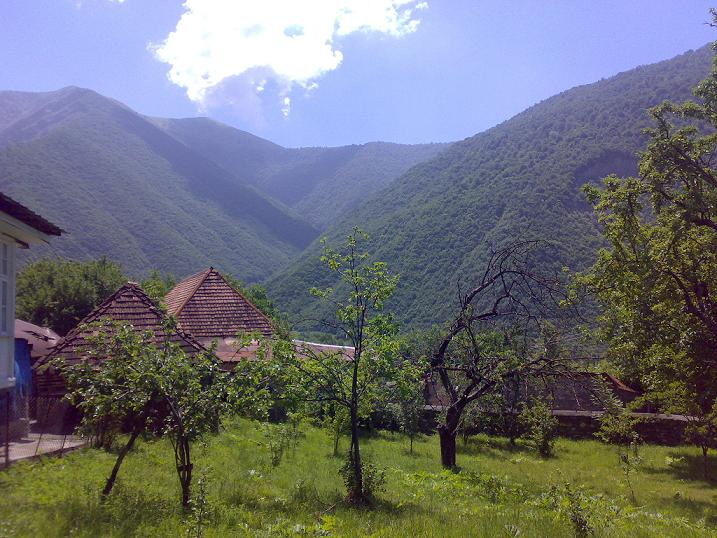
Кіш